# Джонсон, Гершель Веспасиан
Хершель (Гершель) Веспасиан Джонсон (англ. Herschel Vespasian Johnson; 18 сентября 1812 — 16 августа 1880) — американский политик, 41-й губернатор Джорджии с 1853 по 1857 год, кандидат на пост вице-президента от крыла Дугласа Демократической партии на президентских выборах в США 1860 года и сенатор Конфедеративных Штатов от Джорджии.

## Биография
Джонсон родился 18 сентября 1812 года в округе Берк в Джорджии и, как и большая часть политиков штата того времени, поступил в Университет Джорджии, который окончил в 1834 году. После этого он занялся юридической практикой в Огасте, Луисвилле и Милледжвилле (тогдашней столицы штата). В 1844 году Джонсон был выборщиком Джорджии от Демократической партии на президентских выборах. Будущий офицер армии Конфедерации Эмброуз Райт изучал право под его руководством. В 1847 году Джонсон неудачно попытался выдвинуться в губернатор от демократов, но в следующем году был назначен законодательным собранием штата в Сенат США на освободившееся место Уолтера Колквитта. Через год Джонсон вернулся домой и стал судьёй.
После Нашвиллского съезда 1850 года губернатор Джордж Таунс призвал созвать съезд штата, чтобы рассмотреть вопрос об отделении. Джонсон присоединился к сепаратистской группе «Демократов за права юга», которая потерпела поражение на выборах от юнионистов во главе с Коббом Хоуэллом и будущим вице-президентом Конфедерации Александром Стивенсом. В 1852 году Джонсон снова стал выборщиком от Джорджии, а в 1853 был избран губернатором. Однако к этому моменту он считал, что большая часть южан не поддержит отделение от Союза и получил репутацию умеренного политика, что привело его к выдвижению на пост вице-президента от Демократической партии от демократов Дугласа на выборах 1860 года после отказа изначального кандидата Бенджамина Фицпатрика баллотироваться. Когда после победы Авраама Линкольна в Джорджии встал вопрос о выходе из состава США, Джонсон решительно выступил против, но в конечном итоге поддержал свой штат и даже стал Конфедеративным сенатором в 1862—65 годах. После окончания гражданской войны в 1866 он был снова избран в Сенат США, но не получил места из-за своего участия в мятеже. После этого он вернулся в Луисвилл и продолжил юридическую практику. Джонсон работал судьёй с 1873 до своей смерти в 1880 году.